# 潘郎-塔占市
潘郎-塔占市（越南语：／），又譯“藩朗-塔占市”，是越南东南部宁顺省省莅，古代为占城后期的首都宾童龙，越南战争期间，为美国的空军基地，1992年成为宁顺省省莅。

## 名称来源
“Phan Rang”是“Panduranga”（源自梵语的占族词）的越南语发音。“Tháp Chàm”的意思是“占婆塔”，以城市北部的波克朗加莱塔命名。

## 地理
潘郎-塔占市东临南中国海，西接宁山县，南接宁福县，北接博爱县和宁海县。

## 历史
1977年4月27日，顺海省撤销安福县和潘郎市社，宁山县、安福县8社和潘郎市社都荣坊、保安坊和福美坊3坊合并为安山县，3坊合并为塔占市镇，成为安山县莅；宁海县、安福县4社和潘郎市社美香坊、进财坊、金定坊、清山坊、富河坊、道隆坊6坊合并为宁海县，6坊合并为潘郎市镇，成为宁海县莅。
1981年9月1日，安山县和宁海县分设为潘郎-塔占市社、宁山县、宁海县和宁福县；潘郎-塔占市社下辖经营坊、美香坊、清山坊、富河坊、福美坊、保安坊、道隆坊（包括安海社安隆村）、都荣坊（包括仁山社仁会村）、进财坊（原进海社）、文海社、庆海社、成海社（除了良耕村）9坊3社。
1982年12月30日，宁海县东海社和美海社划归潘郎-塔占市社管辖。
1991年7月，庆海社划归宁海县管辖。
1991年12月26日，顺海省重新分设为平顺省和宁顺省，潘郎-塔占市社划归宁顺省管辖并成为宁顺省莅。
2001年12月25日，东海社改制为东海坊，美海社析置美东坊，成海社和清山坊析置台山坊，福美坊部分区域划归保安坊管辖，府河坊部分区域划归福美坊管辖，经营坊部分区域划归清山坊和进财坊管辖。
2005年2月2日，潘郎-塔占市社被评定为三级城市。
2007年2月8日，潘郎-塔占市社改制为潘郎-塔占市。
2008年1月21日，美东坊和文海社部分区域划归美海社管辖，美海社部分区域分别划归进财坊和清山坊管辖，美海社分设为美平坊和美海坊，文海社改制为文海坊。
2015年2月26日，潘郎-塔占市被评定为二级城市。
2024年9月28日，越南国会常务委员会通过决议，自2024年11月1日起，美香坊和进财坊并入经营坊，清山坊并入府河坊。

## 行政区划
潘郎-塔占市下辖12坊1社，市人民委员会位于美海坊。
- 保安坊（Phường Bảo An）
- 台山坊（Phường Đài Sơn）
- 道隆坊（Phường Đạo Long）
- 都荣坊（Phường Đô Vinh）
- 东海坊（Phường Đông Hải）
- 经营坊（Phường Kinh Dinh）
- 美平坊（Phường Mĩ Bình）
- 美东坊（Phường Mĩ Đông）
- 美海坊（Phường Mĩ Hải）
- 府河坊（Phường Phủ Hà）
- 福美坊（Phường Phước Mĩ）
- 文海坊（Phường Văn Hải）
- 成海社（Xã Thành Hải）

## 交通
- 越南鐵路
  - 南北線：塔占站